# 青木義明
青木 義明（あおき よしあき、1949年 - ）は、日本の競馬評論家、血統・配合研究家。
群馬県出身。

## 来歴
30歳で東京都庁を退職後、血統啓蒙の競馬通信社を設立。「競馬は文化であり科学である」「サラブレッドは配合が基本」をモットーに、1981年に『週刊競馬通信』を創刊。以後週刊誌での連載の他、単行本の刊行や、パソコン血統ソフトの開発、講演会の実施や、配合コンサルタントとして活動。デアリングタクト、オフサイドトラップ、インサイドザパーク、サウンドオブハート、キョウヘイ等の競走馬の配合に関与。無料メルマガによる「週刊競馬通信」発行。「競馬マンション」主宰。noteにて中央・地方競馬の馬券情報を提供。

## 著書
- 世界の名馬7代血統表―Whalebone1807~Helissio1993 (NaNa) (競馬通信社、1997年）ISBN 978-4795265455
- 歴代GI勝ち馬7代血統表―日本のトップを駆け抜けた名馬たち (Nana)  (競馬通信社、1999年）ISBN 978-4795247994
- 世界の名馬5代血統表―Whalebone1807‐Helissio1993 (競馬通信社、1999年）ISBN 978-4795223417
- サンデーサイレンスの走る配合―全重賞勝ち馬の7代血統表と配合分析 (NaNa)  (競馬通信社、2000年）ISBN 978-4434004261